# Serie 431 (ex-100) de RENFE
La serie 431 de RENFE fue un conjunto de tres composiciones de vía métrica y tracción eléctrica conformada por tres automotores y cuatro remolques, destinados al servicio de la línea del Ferrocarril Eléctrico del Guadarrama.

## Historia
Para el servicio de la línea férrea entre Cercedilla y el Puerto de Navacerrada, la Sociedad Anónima del Ferrocarril Eléctrico del Guadarrama adquirió dos coches motores y dos remolques para poder prestar el servicio de viajeros al cual estaba destinada la línea.
Dada la contrastada experiencia de los diferentes fabricantes suizos de material ferroviario en equipar líneas de montaña, la sociedad propietaria del ferrocarril optó por adquirir el material motor en el país centroeuropeo, contratando con la casa suiza "Brown Boveri & Co." el suministro de la parte eléctrica (motores y aparellaje), encargándose la "Fábrica Suiza de Vagones", de Schlieren, de la parte mecánica. Debido a su origen helvético, los coches comenzaron a ser conocidos entre los ferroviarios como "los suizos", apodo que aún perdura al referirse al material original de la línea.
Los primeros años
El material móvil estaba listo para su entrega en el verano de 1922. Sin embargo, el retraso que acumulaba la construcción de la línea impidió realizar su recepción hasta julio de 1923. Durante ese tiempo, los coches motores estuvieron realizando pruebas en la línea suiza Bremgarten - Dietikon, dando un resultado excelente. Tras la inauguración de la línea (12 de julio de 1923) y su posterior puesta en servicio (11 de agosto de 1923), el Ferrocarril Eléctrico del Guadarrama (en adelante, FEG) comenzó a prestar servicio entre Cercedilla y el Puerto de Navacerrada. La calidad constructiva de los fabricantes suizos quedó contrastada al efectuarse trenes compuestos por un solo coche motor y los dos remolques; los coches motores se numeraron como M-1 y M-2, mientras que los remolques recibieron los números R-1 y R-2.
La afluencia de viajeros llevó a la Compañía a solicitar en 1934 a la Compañía Auxiliar de Ferrocarriles el suministro de tres coches más, un motor (M-3) y dos remolques (R-3 y R-4). Uno de los remolques llegó a la línea en mayo de 1936, pero el estallido de la Guerra Civil impidió la entrega del resto del material hasta 1940, año en que se reanudó el servicio de la línea. Durante los años 40 el servicio sufrió grandes penurias provocadas por un uso intensivo del material móvil originado por la escasez de vehículos, dificultándose las revisiones habituales hasta tal punto de que el material circulaba en condiciones verdaderamente precarias para la circulación y la seguridad. Ante esta situación, la explotación del servicio fue encomendada a la RENFE, quien a partir de entonces renumeró los vehículos como M-101 a 103 para los coches motores y R-101 a 104 para los remolques.
La época de RENFE
El 30 de marzo de 1954, la línea del FEG fue adquirida por el Estado, quien dio carta de naturaleza a la situación anterior integrando la línea en la RENFE, dándose así la circunstancia de que esta línea fue la única de vía métrica de toda la Red Nacional. El material móvil sufrió una nueva modificación en sus matrículas, pasando los coches motores a ser los WM-101 a 103 y los remolques WR-101 a 104.
Durante los años 60, concretamente entre 1964 y 1967, los "suizos" se vieron auxiliados por dos unidades adquiridas por el Estado con el fin de paliar el déficit de material padecido por las diferentes líneas de vía estrecha, entre las cuales se encontraba el FEG. Así, llegaron a la línea dos coches motores, 3007 y 3011 (numerados internamente como WM-111 y 112) y dos remolques, 6011 y 6012 (WR-111 y 112), y aunque estaba prevista la llegada de más coches (inicialmente se destinaron al FEG los coches motores 3006 a 3015), el mal resultado cosechado con las dos unidades provocó que se abandonara la idea de ampliar la dotación de material motor. Tras diferentes problemas de tracción y frenado, se decidió que los nuevos trenes prestasen servicio casi exclusivamente en el tramo Puerto de Navacerrada - Los Cotos, de perfil mucho más favorable para las características de estos trenes. No obstante, debido a que el mayor tráfico de viajeros se daba en el tramo original, la utilización de las unidades "Estado", también conocidas como "Navales", fue muy escasa, lo que hizo que resultaran casi excedentes y abandonaran la línea hacia 1967.
En septiembre de 1971, RENFE decidió renumerar su material motor según la normativa UIC, pasando los coches motores WM-101, WM-102 y WM-103 a ser los 431-501-6, 431-502-4 y 431-503-2, sin que dicha matriculación afectase a los remolques. Corta fue la existencia de los 431 con su caja original luciendo la matrícula UIC, pues en 1973 la línea fue cerrada para su remozo general, enviándose el material motor a los talleres de Sunsundegui, para reemplazar las cajas originales de madera por otras construidas en acero inoxidable. El único vehículo que no fue enviado a transformar fue el WR-104, ya que fue transformado en vagón plataforma para el transporte de materiales diversos, desmontándose la caja de madera y rematriculándose como vagón MM-2.
Tras la reapertura de la línea en 1974, los coches llegaron a Cercedilla por tren sobre bojes de ancho ibérico, cambiándose por los propios de vía métrica en la propia explanación de Cercedilla. En 1976 llegaron a Cercedilla los tres primeros coches de la entonces nueva serie 442, a los cuales se sumaron tres remolques en 1977, arrinconando así a los "suizos", que pasaron a circular exclusivamente en fines de semana y festivos como material de refuerzo, recayendo el servicio en días laborables exclusivamente sobre las UT 442.
El ocaso
La llegada, en 1982, de otras tres unidades 442 provocó la irremediable baja en el Parque de RENFE de los coches serie 431. Tras su baja como vehículo para transporte de viajeros, el coche motor 431-501 (ex WM-101) fue reclasificado como material de Vía y Obras para el remolque de trenes de trabajos. La segunda unidad, formada por el coche motor 431-502 y el remolque WR-102, fue destinada al Museo Nacional del Ferrocarril de Madrid-Delicias, en donde permaneció expuesta unos años en el interior de la centenaria nave. El coche motor 431-503 fue donado al ayuntamiento de Cercedilla para su instalación en un parque de la localidad; nunca fue retirado y se desguazó a comienzos de los años 90. Los coches remolques WR-101 y WR-103 fueron los primeros vehículos en desaparecer, pues fueron trasladados hasta la estación de Los Cotos, en donde fueron desguazados a comienzos de 1983.
Situación actual
Toda la serie se encuentra actualmente dada de baja y desguazada, a excepción del coche motor 431-501-6, que tras su baja como vehículo auxiliar fue estacionado al fondo de la vía 03 de Cercedilla para ser expuesto. Hoy día se utiliza como sala audiovisual para la proyección de vídeos relacionados con la actividad denominada "Tren de la Naturaleza". La unidad 431-502, a pesar de preservarse en su momento, a los pocos años fue retirada al exterior del Museo del Ferrocarril, en donde comenzó a degradarse rápidamente por la acción del clima y, sobre todo, del vandalismo. Los restos de la composición fueron desguazados a finales de 1996 en la estación de mercancías de Santa Catalina. El coche motor 431-503-2, como se ha indicado anteriormente, fue cedido al ayuntamiento de Cercedilla, quien tenía la intención de exponerlo en un parque de la localidad como homenaje al servicio que la línea presta al pueblo. Sin embargo, dicha cesión jamás se materializó, puesto que el vehículo nunca fue retirado de las vías de Cercedilla, procediéndose a su desguace a comienzos de los años 90.
| Tipo de vehículo | Matrícula original | Matrícula RENFE | Matrícula UIC | Constructor                    | Año  | Observaciones                                                            | Estado actual            |
| ---------------- | ------------------ | --------------- | ------------- | ------------------------------ | ---- | ------------------------------------------------------------------------ | ------------------------ |
| Coche motor      | M-1                | WM-101          | 431-501-6     | Schlieren y Brown Boveri & Co. | 1923 | Utilizado como tractor hasta 1990                                        | Conservado en Cercedilla |
| Remolque         | R-1                | WR-101          | -             | Schlieren                      | 1923 | -                                                                        | Desguazado en 1983       |
| Coche motor      | M-2                | WM-102          | 431-502-4     | Schlieren y Brown Boveri & Co. | 1923 | Preservado para Museo del Ferrocarril                                    | Desguazado (1996)        |
| Remolque         | R-2                | WR-102          | -             | Schlieren                      | 1923 | Preservado para Museo del Ferrocarril                                    | Desguazado (1996)        |
| Coche motor      | M-3                | WM-103          | 431-503-2     | CAF y Brown Boveri             | 1936 | Cedido al Ayuntamiento de Cercedilla. Nunca retirado                     | Desguazado               |
| Remolque         | R-3                | WR-103          | -             | CAF                            | 1936 | -                                                                        | Desguazado (1983)        |
| Remolque         | R-4                | WR-104          | -             | CAF                            | 1936 | Caja de madera desguazada en 1973. Reconvertido en vagón plataforma MM-2 | En túnel de Los Cotos    |

## Descripción
A continuación se describen algunas de las principales características de los vehículos pertenecientes a la serie 431.
Coche motor
El coche motor alberga todos los equipos y dispositivos para efectuar la tracción y frenado de la composición; además, al contar con dos cabinas de conducción, puede circular aislado sin restricciones en ambos sentidos de la marcha, lo cual resulta muy conveniente cuando se prevé que la ocupación del tren va a ser relativamente baja.
Caja
Dispone de un sólido bastidor de acero, sobre el cual se encuentra, unida rígidamente, la caja del coche, construida en madera de roble, con el techo y el piso de pino americano. Esta caja cuenta, en cada extremo, con sendas cabinas de conducción completamente equipadas, con el fin de poder efectuar la marcha en ambos sentidos. A esta cabina se accede por una puerta situada en el centro del testero, así como a través del interior del coche. El frontal dispone de dos vidrios laterales, además del perteneciente a la puerta del testero, mientras que los laterales de ambas cabinas disponen de sendas ventanillas practicables.
Adyacentes a cada una de estas cabinas se encuentran las dos plataformas de acceso extremas. El departamento para viajeros se halla entre ambas cabinas, estando distribuido en dos departamentos, separados entre sí por una plataforma de acceso de disposición central. De los dos salones de viajeros, uno de ellos dispone de 24 plazas sentadas de 2ª clase en disposición 2+2, mientras que el otro departamento dispone de 46 plazas de 3ª clase en formación 3+2. El departamento de 2ª clase está separado de las dos plataformas contiguas al mismo por sendas portezuelas, mientras que el salón de 3ª sólo dispone de unos pequeños tabiques que llegan a media altura.
Coche remolque
El bastidor, bojes y caja del remolque eran muy similares a los del coche motor, diferenciándose de este en la total ausencia de elementos propios para efectuar tracción o conducción. Por lo tanto, el coche motor debía pasar de un extremo a otro del remolque al finalizar el trayecto, al no ser reversibles las composiciones formadas por un coche motor y uno o más remolques. El remolque difería del motor básicamente en ser unos 3 metros más corto que este, y en disponer únicamente de dos plataformas de acceso, situadas en los extremos, que enmarcaban el departamento de viajeros, dividido en dos salones, ambos de 3ª clase.
La decoración de los vehículos es muy similar a la de algunos ferrocarriles suizos, con la mitad inferior de la caja en azul, la mitad superior en blanco-marfil y el techo en gris claro, situándose sobre el color azul las inscripciones correspondientes a la empresa propietaria (FERROCARRIL ELÉCTRICO DEL GUADARRAMA en origen y RENFE posteriormente), así como la matrícula del vehículo, que ha ido variando desde la numeración original (M-1 a 3) hasta la matrícula UIC (431-501 a 503), pasando por las intermedias M-101 a 103 y WM-101 a 103. La distinción de los departamentos correspondientes se realiza mediante números romanos de color blanco situados en la hoja de las puertas de acceso.